# Jonathan Estrada
Jonathan Estrada Campillo, mais conhecido como Jonathan Estrada (Medellín, 27 de janeiro de 1983), é um futebolista colombiano que atua como meia e volante. Atualmente, joga pelo Atlético Bucaramanga.

## Carreira
Jonathan Estrada começou muito cedo nas categorias de base do Envigado. Com apenas seis anos de idade, já participava de competições infantis pelo clube. No dia 5 de agosto de 2001, fez sua estréia como profissional na partida contra o Once Caldas, na cidade de Manizales e ali também fez seu primeiro gol como atleta profissional aos 79 minutos, na derrota da sua equipe por 4 a 1.

### Primeira passagem no Millonarios
Em janeiro de 2007, Jonathan assinou com o Millonarios de Bogotá. Sua estréia foi em 4 de fevereiro de 2007 enfrentando o Real Cartagena no Estádio Jaime Morón León pela primeira fase do Torneio Apertura, o jogo terminou 0 a 0. O primeiro gol com a camisa "embajadora", foi contra Cúcuta Deportivo na quarta fase das semi-finais do Apertura, jogo que terminou 3 a 1 em favor do Cúcuta.
No segundo semestre de 2007 participa com o Millonarios Torneio Finalização e da Copa Sul-Americana. Na Sul-Americana, atuou em 10 jogos chegando às semifinais e marcou 2 gols, o primeiro contra o Atlético Nacional na fase eliminatória e o segundo na semifinal ao derrotar o América.

### Real Sociedad
No segundo semestre de 2009, Jonathan foi cedido por empréstimo ao Real Sociedad da Segunda Divisão Espanhola, a pedido expresso do ex-técnico do Millonarios e atual treinador do Real Sociedad, o uruguaio, Martín Lasarte. Sua apresentação oficial foi em 14 de julho de 2009.
Depois de uma temporada notável, surgiu como o meia esquerda tirular da equipe nos primeiros quatro encontros do campeonato com a equipe basca, mas a sua falta de ritmo e continuidade de jogo acabaram o levando ao banco de reservas, entrando em seu lugar, o jovem estreante francês Antoine Griezmann. O excelente desempenho da condenação Griezmann encerrou o papel internacional da Colômbia na equipe, reforçando a estrela do início de temporada já se transformou em um substituto com alguns minutos de jogo e poucas oportunidades.
A passagem de Estrada pelo Real Sociedad se resumiu em 11 jogos pela Liga e 1 jogo Copa do Rei, jogando pouco mais da metade deles como titular, sem ter marcado um gol, mas com boas assistências. Com ele, a equipe conquistou o título da Segunda Divisão da Espanha e a subsequente promoção à Primeira Divisão.

### Segunda passagem no Millonarios
A passagem discreta de Estrada longo do ano com Real Sociedad, fez com que o clube não exercesse a opção de compra do jogador após a temporada, então ele voltou para o Millonarios para a disputa do Torneio Finalização de 2010.

### Avaí
No dia 7 de janeiro de 2011, Estrada é anunciado como reforço do Avaí para a temporada. Era a estréia do jogador em clubes brasileiros. No ano, o Avaí disputaria o Campeonato Catarinense, a Copa do Brasil e o Campeonato Brasileiro da Primeira Divisão.
Devido a problemas com atraso da documentação por ser colombiano e seu país não fazer parte do Mercosul, Estrada teve sua estréia pelo Avaí postergada. Somente no dia 8 de fevereiro o atleta teve seu nome publicado no BID (Boletim Informativo Diário) da CBF e assim, pode ser relacionado para o seu primeiro jogo pelo Leão da Ilha. Jogo este em que Estrada entrou em campo aos 21 minutos do segundo tempo, chegou a marcar um gol, mas a arbitragem anulou alegando impedimento que não aconteceu. Mesmo assim, o Avaí saiu vitorioso por 2 gols a 1 contra o Marcílio Dias no Estádio da Ressacada.
Seu primeiro gol pelo clube foi pela nona rodada do turno do Campeonato Catarinense, jogo em que o Avaí venceu o Concórdia na cidade de Concórdia por 4 a 3. Estrada anotou o segundo gol que, na oportunidade, iniciava a recuperação do time. A primeira oportunidade de sair jogando como titular veio no dia 23 de fevereiro de 2011, num jogo válido pela primeira fase da Copa do Brasil. Estrada não decepcionou, marcou o primeiro gol e o Avaí saiu vitorioso por 3 a 0 sobre o Vilhena fora de casa, e eliminou o jogo de volta que seria na Ressacada.
Um gol de grande importância de Estrada pelo Avaí aconteceu no dia 24 de abril de 2011 quando, num jogo válido pela semi-final do returno do estadual, o Avaí venceu o seu maior rival o Figueirense fora de casa por 2 a 0, classificou-se para a final e, de quebra, eliminou o adversário da competição.
A troca constante de treinadores no clube, acabou atrapalhando o jogador no Campeonato Brasileiro. Estrada não teve muitas chances, atuou em apenas 11 jogos e não anotou nenhum gol. Ao final da temporada, o Avaí foi rebaixado de divisão e Estrada não teve o seu contrato renovado.
No dia 18 de junho de 2013, passando férias em Florianópolis, Jonathan Estrada visitou o Estádio da Ressacada para matar a saudade do clube e dos amigos.

### Independiente Medellín
Para a temporada de 2012, Estrada foi anunciado como reforço do Independiente Medellín. Sua estreia pelos "Los Rojas", aconteceu no empate em 2 a 2 contra o clube que revelou Estrada para o futebol, o Envigado. O jogo era válido pela segunda rodada do Torneo Apertura do Campeonato Colombiano e aconteceu no dia 5 de fevereiro. Neste jogo, o camisa 10 saiu lesionado com uma distensão muscular e virou dúvida para as próximas rodadas da competição. Vinte dias depois, Estrada retornou ao time.
O primeiro gol de Jonathan pelo Independiente ocorreu no dia 25 de março de 2012, foi o gol da vitória contra o Atlético Nacional por 1 a 0 pelo campeonato nacional. Ao final da temporada, o Independiente perdeu a final do campeonato para o Millonarios e Estrada foi negociado com o Patriotas Boyacá.

### Patriotas Boyacá
Jonathan foi anunciado no recém promovido à primeira divisão do futebol colombiano, o Patriotas Boyacá, no dia 20 de janeiro de 2013. Sua estreia pelo time aconteceu no dia 23 de fevereiro pela primeira rodada da competição, quando o Patriotas perdeu fora de casa para o Atlético Huila por 1 a 0.
No dia 20 de março de 2013, Estrada marcou seu primeiro gol pelo time. E não foi apenas um, mas os dois gols da vitória sobre o Cúcuta Deportivo por 2 a 1. Gols anotados de pênalti aos 21 e aos 66 minutos de jogo. Estrada teve uma pequena lesão no jogo em que o Patriotas empatou em casa com o Alianza Petrolera em 0 a 0, voltando a atuar pela equipe somente em julho. Dias depois sofreu uma nova lesão, o deixando parado por mais alguns dias. Após voltar a atuar pelo time, Estrada marcou um dos gols da vitória por 3 a 1 contra o Atlético Huila.

### Deportes Tolima
Para o ano de 2015 Jonathan chega ao Deportes Tolima para ser o camisa 10 do time, aonde foi um jogador importante na campanha do time que chegou às semifinais do torneio Apertura e também no Finalización, snedo eliminados por Independiente Medellín e Junior de Barranquilla respectivamente. Na mesma temporada o time fez boa campanha também na Copa Sul-Americana, chegando às oitavas de final.

### Terceira passagem no Millonarios

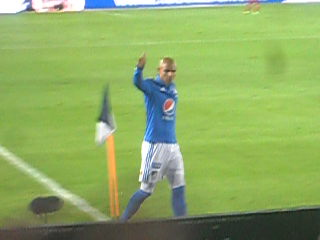
Jonathan Estrada no em 2016.

Na temporada de 2016 Jhonatan Estrada retorna pela terceira vez ao Millonarios para disputar a Copa Colômbia e o Campeonato Colombiano. No dia 31 de janeiro fez sua estreia na vitória por 3 a 0 sobre o Patriotas. Ele marcou seu primeiro gol em 10 de fevereiro no empate com um gol na primeira rodada da Copa Colômbia contra o La Equidad.
Em 9 de dezembro de 2016 foi confirmado que Estrada deixaria a equipe devido ao seu ano irregular, quando marcou seis gols em 40 partidas, sendo titular absoluto no início do ano e logo depois passando a não ter tantas chances com o treinador Diego Cocca.

### Junior Barranquilla
No final da temporada de 2016, foi anunciado que Estrada defenderia o Junior de Barranquilla na temporada de 2017. O clube tem uma agenda cheia para a temporada, aonde disputa o Campeonato Colombiano, a Copa Colômbia, a Copa Sul-Americana e a Copa Libertadores da América.
Fez sua estreia pelo time no dia 31 de janeiro 2017, na vitória de 1 a 0 fora de casa contra o Carabobo da Venezuela. Na oportunidade Jonathan deu a assistência para o gol da vitória, gol este convertido pelo jogador Robinson Aponzá.

### Seleção Colombiana
Estrada nas Seleções da Colômbia Sub-17, Sub 20, Sub 23 e Principal. Em 2003 jogou na equipe que disputou o Torneio de Toulon Sub-20. Em 23 de janeiro de 2007 foi convocado por Jorge Luis Pinto para atuar num amistoso, da seleção principal, contra o Uruguai em Cúcuta.
Em 10 de maio de 2007, ele jogou pela Colômbia em um amistoso contra o Panamá na vitória colombiana por 4 a 0 no Estadio Rommel Fernández.

## Estatísticas
| País              | Clube                  | Temporada         | Liga  | Liga | Copa Nacional | Copa Nacional | Copa Internacional | Copa Internacional | Total | Total |
| País              | Clube                  | Temporada         | Jogos | Gols | Jogos         | Gols          | Jogos              | Gols               | Jogos | Gols  |
| ----------------- | ---------------------- | ----------------- | ----- | ---- | ------------- | ------------- | ------------------ | ------------------ | ----- | ----- |
| Colômbia          | Envigado               | 2001/06           | 135   | 15   | 0             | 0             | -                  | -                  | 135   | 15    |
| Colômbia          | Envigado               | Total             | 135   | 15   | 0             | 0             | 0                  | 0                  | 135   | 15    |
| Colômbia          | Millonarios            | 2007              | 34    | 1    | 3             | 0             | 10                 | 2                  | 47    | 3     |
| Colômbia          | Millonarios            | 2008              | 34    | 6    | 0             | 0             | -                  | -                  | 34    | 6     |
| Colômbia          | Millonarios            | 2009              | 14    | 0    | 0             | 0             | -                  | -                  | 14    | 0     |
| Colômbia          | Millonarios            | Total             | 82    | 7    | 3             | 0             | 10                 | 2                  | 95    | 9     |
| Espanha           | Real Sociedad          | 2009/10           | 12    | 0    | 1             | 0             | -                  | -                  | 13    | 0     |
| Espanha           | Real Sociedad          | Total             | 12    | 0    | 1             | 0             | 0                  | 0                  | 13    | 0     |
| Colômbia          | Millonarios            | 2010              | 17    | 5    | 7             | 1             | -                  | -                  | 24    | 6     |
| Colômbia          | Millonarios            | Total             | 17    | 5    | 7             | 1             | 0                  | 0                  | 24    | 6     |
| Brasil            | Avaí                   | 2011              | 18    | 2    | 7             | 1             | -                  | -                  | 25    | 3     |
| Brasil            | Avaí                   | Total             | 18    | 2    | 7             | 1             | 0                  | 0                  | 25    | 3     |
| Colômbia          | Independiente Medellín | 2012              | 14    | 2    | 1             | 0             | -                  | -                  | 15    | 2     |
| Colômbia          | Independiente Medellín | Total             | 14    | 2    | 1             | 0             | 0                  | 0                  | 15    | 2     |
| Colômbia          | Patriotas Boyacá       | 2013              | 26    | 1    | 4             | 2             | -                  | -                  | 30    | 3     |
| Colômbia          | Patriotas Boyacá       | 2014              | 36    | 6    | 8             | 0             | -                  | -                  | 44    | 6     |
| Colômbia          | Patriotas Boyacá       | Total             | 62    | 7    | 12            | 2             | 0                  | 0                  | 74    | 9     |
| Colômbia          | Deportes Tolima        | 2015              | 34    | 5    | 4             | 0             | 4                  | 2                  | 42    | 7     |
| Colômbia          | Deportes Tolima        | Total             | 34    | 5    | 4             | 0             | 4                  | 2                  | 42    | 7     |
| Colômbia          | Millonarios            | 2016              | 36    | 5    | 4             | 1             | -                  | -                  | 40    | 6     |
| Colômbia          | Millonarios            | Total             | 36    | 5    | 4             | 1             | 0                  | 0                  | 40    | 6     |
| Colômbia          | Junior de Barranquilla | 2017              | 9     | 0    | 4             | 2             | 4                  | 1                  | 17    | 3     |
| Colômbia          | Junior de Barranquilla | Total             | 9     | 0    | 4             | 2             | 4                  | 1                  | 17    | 3     |
| Colômbia          | Atlético Bucaramanga   | 2017              | 3     | 0    | 0             | 0             | -                  | -                  | 3     | 0     |
| Colômbia          | Atlético Bucaramanga   | Total             | 3     | 0    | 0             | 0             | 0                  | 0                  | 3     | 0     |
| Total na carreira | Total na carreira      | Total na carreira | 422   | 48   | 43            | 7             | 18                 | 5                  | 483   | 60    |

### Millonarios
| Campeonato            | Jogos | Gols | Média |
| --------------------- | ----- | ---- | ----- |
| Campeonato Colombiano | 135   | 17   | 0.13  |
| Copa Colômbia         | 14    | 2    | 0.14  |
| Copa Sul-Americana    | 10    | 2    | 0.2   |
| Total                 | 159   | 21   | 0.13  |

## Títulos
Real Sociedad
- Segunda Divisão Espanhola: 2009–10